# HV 2112
HV 2112 — красный сверхгигант в созвездии Тукана, располагающийся в спутнике нашей галактики Малом Магеллановом Облаке. С 2014 по 2018 год считался кандидатом в объекты Торна — Житков (позже было показано, что звезда принадлежит к асимптотической ветви гигантов).
Открыт в 2014 году при помощи системы магеллановых телескопов в Чили.
Звезда содержит необычайно высокое содержание таких элементов как литий, молибден и рубидий.
Звезда HV 2112 была открыта Эмили Левеск в ходе программы по целенаправленному поиску объектов Торна — Житков. По программе были исследованы 24 красных сверхгигантов в галактике Млечный Путь при помощи телескопов Обсерватории Апачи-Пойнт, а также 16 в Большом Магеллановом Облаке и 22 в Малом при помощи телескопов обсерватории Лас-Кампанас.